# F. James Rohlf
Frank James Rohlf (* 24. Oktober 1936 in Blythe, Kalifornien) ist ein amerikanischer Zoologe und Biostatistiker, der als Professor an der University of California, Santa Barbara, der University of Kansas sowie von 1969 bis 2004 an der State University of New York at Stony Brook fungierte. In der Forschung befasste er sich vor allem mit der Anwendung mathematischer und statistischer Methoden im Bereich der Biologie. Seit 2001 ist er Mitglied der American Academy of Arts and Sciences.

## Leben
F. James Rohlf wurde 1936 in Blythe im amerikanischen Bundesstaat Kalifornien geboren und erlangte 1958 am San Diego State College einen Bachelor-Abschluss mit Schwerpunkt in Zoologie, Mathematik und Chemie. Vier Jahre später promovierte er an der University of Kansas im Bereich der Entomologie.
Anschließend war er zunächst von 1962 bis 1966 als Assistenzprofessor für Biologie an der University of California, Santa Barbara tätig, bevor er an die University of Kansas zurückging und dort von 1966 bis 1969 als Associate Professor für statistische Biologie fungierte. Von dort wechselte er an die State University of New York at Stony Brook, an der er als Professor für Biologie bis zu seiner Emeritierung im Jahr 2004 blieb und von 1975 bis 1980 sowie 1990 bis 1991 die Abteilung für Ökologie und Evolutionsbiologie leitete.
F. James Rohlf ist seit 1959 verheiratet und Vater von zwei Töchtern.

## Wissenschaftliches Wirken
Die Forschungsinteressen von F. James Rohlf betreffen die Anwendung mathematischer und statistischer Methoden, insbesondere multivariater Verfahren, zur Lösung von Fragestellungen aus dem Bereich der Biologie. Dabei konzentriert er sich vor allem auf Themen aus den Bereichen Morphometrie und Systematik. Gemeinsam mit seinem Kollegen Robert R. Sokal veröffentlichte er das Buch „Biometry: The Principles and Practice of Statistics in Biological Research“, das im Bereich der Biostatistik als Standardwerk gilt und seit 1969 in bisher vier Ausgaben erschienen ist.

## Auszeichnungen
F. James Rohlf gehört seit 2001 der American Academy of Arts and Sciences an. Von der State University of New York at Stony Brook erhielt er mit seiner Emeritierung den Titel SUNY Distinguished Professor emeritus. Im Jahr 2006 wurde er zum Fellow der American Association for the Advancement of Science ernannt. Nach ihm benannt ist die seit 2011 alle zwei Jahre von der State University of New York at Stony Brook verliehene „Rohlf-Medaille für Exzellenz im Bereich morphometrischer Methoden und Anwendungen“.

## Werke (Auswahl)
- Coefficients of Correlation and Distance in Numerical Taxonomy. Lawrence 1965 (als Mitautor)
- Biometry: The Principles and Practice of Statistics in Biological Research. San Francisco 1969, 1981; New York 1995, 2005, 2012; spanische Ausgabe: Madrid 1979
- Statistical Tables. San Francisco 1969, 1981; New York 1995
- Proceedings of the Michigan Morphometrics Workshop. Ann Arbor 1990 (als Mitherausgeber)